# 人民平等民主党
人民平等民主党（じんみんびょうどうみんしゅとう、トルコ語: Halkların Eşitlik ve Demokrasi Partisi、クルマンジー: Partiya Wekhevî û Demokrasiya Gelan、英語: Peoples' Equality and Democracy Party、略称: DEM Patri）は、トルコの政党。
シンボルマークは、紫色の幹で人物をかたどった木、緑色の葉で構成された冠、冠の中央で人物の頭をかたどった黄色の太陽である。共同代表はチーデム・クルチギュン・ウチャルとイブラヒム・アクンである。

## 沿革
2012年11月25日、平等と民主党と緑の党が合併し、緑と左の未来党として設立された。自らを左派・リベラルの思想を持つ緑の党と定義している。
2014年トルコ大統領選挙では、国民民主主義党 (HDP) 所属のセラハッティン・デミルタシュ候補を支援した。 また、2015年6月トルコ総選挙でもHDPを支援した。
2016年4月2日の第2回臨時党大会で、党名を緑の左派党に変更した。 現在の党ロゴは、2022年10月16日の第2回臨時党大会での決定による。セラハッティン・デミルタシュは後に、HDPの解散が考えられる場合、トルコ大国民議会のHDP会派に所属するすべての候補は2023年の議会選挙にYSPから立候補すると示唆した。
2023年3月24日、同年行われる大統領選挙と議会選挙に、HDPや労働者運動党、社会自由党と統一リストを組むことを決定した。これは、野党指導者ケマル・クルチダルオールの「国民同盟」（ミレット・イッティファク）を強めるためであった。そのため、YSPは2023年の大統領選挙において重要な政党とされた。
2023年10月15日の第4回臨時党大会で、党名を人民平等民主党に変更した。